# Georges-Alexandre Courchesne
Georges-Alexandre Courchesne (Saint-Thomas-de-Pierreville, 13 septembre 1880 – Rimouski, 14 novembre 1950) était un ecclésiastique québécois et évêque de Rimouski de 1928 à 1946. Il est élevé au rang de premier archevêque de Rimouski lors de sa création en 1946, poste qu'il occupera jusqu'en 1950.

## Biographie
Né au bord du chenal Tardif à Saint-Thomas-de-Pierreville, dans la campagne du comté de Yamaska, dans le centre-du-Québec, Georges-Alexandre Courchesne est fils d'un agriculteur, Alexandre Courchesne. Il ne connut pas sa mère, Célina Bazin et il est élevé par des tantes et sa sœur Catherine. Il quitte le domicile familial à 12 ans pour entreprendre des études classiques et théologiques au Séminaire de Nicolet. Il est ordonné prêtre à Nicolet en 1904.
Lecteur avide, ses qualités intellectuelles le destinent à l'enseignement. Il séjourne pendant trois ans à Rome, Paris et Fribourg entre 1909 et 1911 afin de parfaire sa formation, où il s'intéresse particulièrement à la situation sociale et politique française.
Il est critique du « délabrement moral et politique en France », qu'il attribue à la « profonde déchristianisation » du pays après l'adoption de la Loi de séparation des Églises et de l'État de 1905. Il se méfie du socialiste Jaurès et observe avec intérêt des mouvements politiques d'obédience catholique comme l'Action française, l'Action libérale populaire, l'Association catholique de la jeunesse française et Le Sillon de Marc Sangnier, bien qu'il déplore leur faiblesse doctrinale et leur division qui oriente ces groupes dans des positions irréconciliables.

### Professeur
De retour au Québec, l'abbé Courchesne devient professeur de rhétorique au Séminaire de Nicolet. Il se lie d'amitié avec le chanoine Lionel Groulx, avec qui il partage une volonté de rénover le cours classique. Il partage également avec l'historien une parenté idéologique et militera au sein du courant d'opposition à la participation des Canadiens français à la Première Guerre mondiale, en compagnie d'intellectuels comme Omer Héroux, Georges Pelletier, Olivar Asselin, Édouard Montpetit et Jules Fournier.

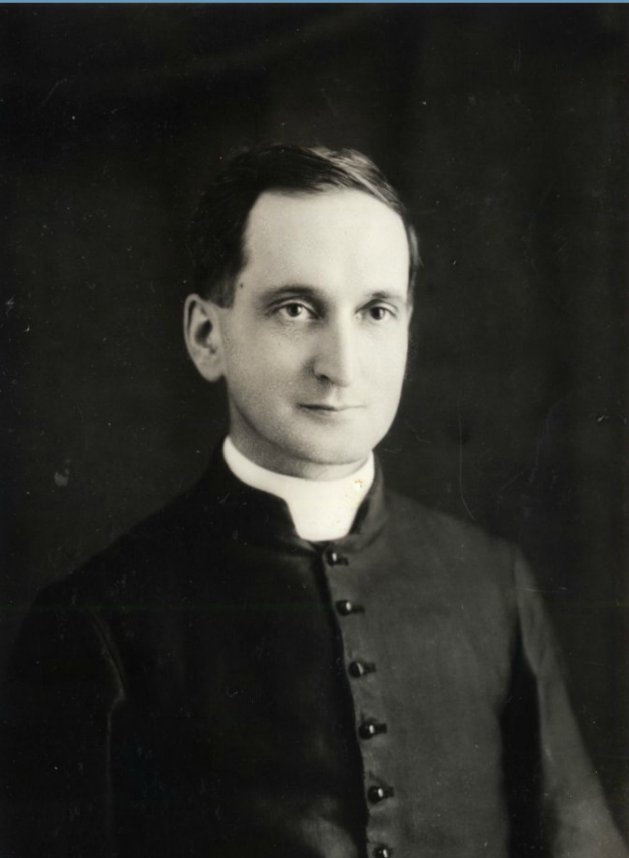
L'abbé Courchesne en 1920

Ses différentes activités le poussent au surmenage et à la dépression. Il quitte Nicolet pour un séjour de trois ans aux États-Unis, où il observe les communautés franco-américaines du New Hampshire, du Massachusetts et de l'Illinois. Il participe à la vie religieuse et sociale de ces communautés et encourage le développement de regroupements de la diaspora canadienne-française. Durant ce séjour, il développe son nationalisme en opposition au melting pot, « une idéologie païenne d'une civilisation qui ne sait qu'absorber et anéantir les autres civilisations », pour reprendre l'expression des historiens Bélanger et Voisine.
En 1919, il devient principal de l'École normale de Nicolet et quatre ans plus tard, il devient responsable des cours de pédagogie à la nouvelle École normale supérieure de l'Université Laval à Québec, un poste qu'il occupe jusqu'à sa nomination comme évêque de Rimouski. C'est durant cette période qu'il couche sur papier sa conception de l'enseignement qui sera publiée en 1927 dans un imposant ouvrage intitulé Nos Humanités, fruit d'une quinzaine d'années de réflexion sur la rénovation du cours classique.
En 1950, il est à l'initiative de l'émission Chapelet en famille.

### Évêque de Rimouski
Il est nommé évêque par Pie XI en 1928 et consacré à l'épiscopat par Mgr Raymond-Marie Rouleau. Dès sa nomination à ce diocèse qu'il décrit comme « le plus entièrement rural et agricole du Canada », Mgr Courchesne identifie rapidement le premier problème auquel il veut s'attaquer. Constatant la « surpopulation » des anciennes paroisses du diocèse, le nouvel évêque s'applique à faire ouvrir de nouveaux territoires à la colonisation.
L'ouverture de nouveaux territoires à la colonisation est un exutoire obligé durant la crise économique des années 1930, compte tenu de la fermeture de la frontière américaine et du chômage massif dans les villes canadiennes. Les gouvernements, et en particulier le gouvernement du Québec, s'allie aux sociétés de colonisation des diocèses pour relancer un mouvement vers l'intérieur qui semblait moribond quelques années plus tôt. Entre 1931 et 1941, 22 000 personnes s'ajoutent à la population des fermes dans la région du Bas-Saint-Laurent.
Cette volonté se heurte toutefois à l'intention de l'International Paper d'inonder une partie du territoire du Témiscouata afin d'alimenter une nouvelle centrale hydroélectrique à Grand-Sault, au Nouveau-Brunswick. Le projet de construction d'un barrage sur la rivière Touladi aurait augmenté le niveau d'eau d'une quinzaine de mètres, inondant la région de Squatec, de Lac des Aigles et le sud-est du comté de Rimouski. Le nouvel évêque prend la tête du mouvement d'opposition au projet et organise une délégation de 150 personnes qui convainc le gouvernement du premier ministre Louis-Alexandre Taschereau de suspendre le projet.
La promotion de la colonisation, « qui prend l'allure d'une véritable croisade » durant la Grande Dépression, en raison de ses dimensions patriotique et religieuse, pour reprendre l'expression des historiens bas-laurentiens Fortin et Lechasseur. Le mouvement est encadré par différentes institutions, cercles et autres organisations dirigées ou supervisées par le clergé. À ces organisations, Mgr Courchesne ajoute une dimension éducative, en introduisant une des cours postscolaires pour les agriculteurs membres de l'Union catholique des cultivateurs du diocèse, une idée qui s'étendra ailleurs au Québec au cours de la décennie.
En parallèle à son combat personnel en faveur de l'extension de la colonisation, Mgr Courchesne se considère d'abord et avant tout comme un pédagogue, affirmant que son premier devoir est « d'enseigner au nom de l'Église ». Devenu évêque il conjuguera longtemps sa responsabilité épiscopale à une carrière de principal et professeur à l'École normale de Rimouski.
Mgr Courchesne meurt à 70 ans d'une crise cardiaque, le 14 novembre 1950 vers 23 h. Il laisse l'Église catholique de l'Est-du-Québec au faîte de sa puissance. Au cours de son épiscopat, 24 nouvelles paroisses et 17 dessertes ont été créées dans l'archidiocèse, portant le nombre total de paroisses à 99. Décrite comme « le dernier bastion de l'idéologie conservatrice et ruraliste de l'Église traditionnelle québécoise », le nouveau titulaire du diocèse, Mgr Charles-Eugène Parent devra toutefois composer avec une modernisation des institutions et des idées, promue par l'Église de Montréal.

## Œuvres
- Georges Courchesne, Nos Humanités, Nicolet, Procure de l'École normale, 1927, 720 p. (OCLC 38077877)

## Hommages
Une rue de l'ancienne ville de Sainte-Foy, maintenant dans la ville de Québec, a été nommée en son honneur en 1956.